# Bitinios
Los bitinios eran una tribu tracia, que, con los tinios, emigraron a Bitinia en el Asia Menor noroccidental, en Anatolia, región que tomó el nombre de aquellos. 
Jenofonte y Estrabón, afirman que los bitinios y tinios estuvieron siempre establecidos en lo que se conocería como Bitinia y Tinia. Según Heródoto, los tracios bitinios vivieron originariamente a lo largo del río Estrimón, y eran conocidos como estrimonios. Según su propio testimonio fueron expulsados de sus tierras por los teucros y los misios.
En el verano del 424 a. C., el estratega ateniense Lámaco, echó anclas en el río Calete, situado cerca de Heraclea Póntica y tras perder sus naves debido a una riada, él y sus tropas marcharon por el territorio de los bitinios hasta Calcedón, la colonia fundada por Mégara en la primera mitad del siglo VII a. C. y situada en la costa asiática de la Propóntide, a la entrada del Bósforo y enfrente de Bizancio.

Heraclea Póntica era una colonia fundada por los megáreos y beocios.
Entre el 399 a. C. y el 397 a. C., Dercílidas, harmosta lacedemonio de Abidos y general a las órdenes de Esparta, en una de sus campañas en Eólida, marchó por una humillación recibida de Farnabazo (sátrapa de Dascilio y aliado de los lacedemonios) contra él, tras un acuerdo con Tisafernes (sátrapa de Caria).

Dercílidas tras tomar, en 8 días, 9 ciudades, pactó una tregua con Farnabazo II. Tras la tregua Dercílidas fue a Bitinia a pasar el invierno saqueándola. Le llegaron refuerzos de 300 peltastas odrisios y de unos 200 jinetes aliados de los odrisios, de parte de Seutes II, los cuales se dedicaron al pillaje y a esclavizar bitinios.

Los bitinios reuniendo gran número de peltastas y jinetes atacaron, asediaron y diezmaron a los odrisios y a los 200 hoplitas de Dercílidas, que estaban encerrados en una empalizada. Tras la retirada de los bitinios, los odrisios después de enterrar a sus muertos, beber vino y organizar una carrera de caballos en su honor, saquearon e incendiaron Bitinia.